# Olderfjord
Olderfjord (Noord-Samisch: Leaibevuotna, Fins: Leipovuono) is een dorp gelegen in de Noorse provincie Finnmark. Het dorp hoort bij de gemeente Porsanger. Olderfjord ligt op de kruising van de E6 en de E69. Het dorp telt ongeveer 160 inwoners.